# Firmicus lentiginosus
Firmicus lentiginosus är en spindelart som först beskrevs av Simon 1886.  Firmicus lentiginosus ingår i släktet Firmicus och familjen krabbspindlar. Inga underarter finns listade i Catalogue of Life.